# María Bermejo
María Bermejo (Siviglia, 1755 – Siviglia, 1799) è stata un'attrice teatrale spagnola.

## Biografia
María Bermejo nacque a Siviglia nel 1755.
Dopo aver effettuato l'apprendistato nelle compagnie teatrali della provincia, dimostrò le sue capacità, caratterizzate da un gestire sicuro e naturale, da un gran temperamento, da un timbro vocale accentuato.
Grazie a queste qualità ottenne i consensi dei letterati e delle personalità del teatro spagnolo, che la condussero nella Compañía de los Sitios Reales.
María Bermejo si dimostrò un'attrice drammatica, in contrasto con la tradizione, e per questo motivo non ottenne sempre grandi successi con il pubblico e non fu sempre amata dalle altre primedonne, quali l'applauditissima Tirana.
La carriera di María Bermejo si contraddistinse per un'alternanza di successi e abbandoni, che evidenziò la crisi di sfiducia del mondo teatrale dell'epoca, che la vide spesso recitare in condizioni difficili e problematiche, al punto da richiedere la protezione della polizia.
María Bermejo morì a Siviglia nel 1799.